# Jean-Louis Lully
Pour les articles homonymes, voir Lully.
Jean-Louis Lully est un musicien français né Paris le 24 septembre 1667 et mort dans la même ville le 23 décembre 1688.

## Biographie
Fils cadet de Jean-Baptiste Lully et de Madeleine Lambert, Jean-Louis Lully est baptisé le 24 septembre 1667 en l'église Saint-Roch à Paris.
Il succède à son père en 1687 comme surintendant et compositeur de la musique de la chambre du roi. Il meurt le 23 décembre 1688 à Paris et est inhumé en l'église Saint-Eustache.

## Œuvres
Jean-Louis Lully participa avec son frère Louis à la composition de Zéphire et Flore (tragédie lyrique, 1688) et écrivit encore la partition d’Orontée la même année.

## Partitions
- « Jean-Louis Lully » (partitions libres de droits), sur l'IMSLP